# Недо Сонетті
Недо Сонетті (італ. Nedo Sonetti, нар. 25 лютого 1941, Пйомбіно) — італійський футболіст, що грав на позиції захисника. По завершенні ігрової кар'єри — тренер.

## Ігрова кар'єра
У дорослому футболі дебютував 1963 року виступами за команду «Піомбіно», в якій провів один сезон, взявши участь у 32 матчах чемпіонату.
Протягом 1964—1967 років захищав кольори «Спеції» з Серії С.
Своєю грою за останню команду привернув увагу представників тренерського штабу «Реджини», до складу якої приєднався 1967 року. Відіграв за команду з Реджо-Калабрія наступні п'ять сезонів своєї ігрової кар'єри. Більшість часу, проведеного у складі «Реджини», був основним гравцем захисту команди.
Завершив професійну ігрову кар'єру у клубі «Салернітана», за який виступав протягом 1972—1973 років.

## Кар'єра тренера

Недо Сонетті (праворуч) на чолі «Аталанти» в сезоні 1984/85

Розпочав тренерську кар'єру невдовзі по завершенні кар'єри гравця, 1974 року, очоливши тренерський штаб клубу «В'яреджо».
В подальшому очолював нижчолігові команди «Казертана», «Спеція», «Козенца» та «Самбенедеттезе».
1983 року Сонетті очолив «Аталанту» і в першому ж сезоні виграв з нею Серію Б та вийшов у Серію А, де і дебютував у наступному сезоні як тренер зайнявши з командою 10 місце. Покинув клуб 1987 року, після того як «Аталанта» вилетіла з Серії А.
Після цього очолював клуби Серії В «Удінезе», «Авелліно», «Асколі» та «Болонью».
У 1993 році недовго очолював клуб Серії А «Лечче», після чого повернувся до другого дивізіону, де працював з «Монцою».
1994 року став головним тренером «Торіно» з Серії А, але 1996 року був звільнений і згодом працював у «Кремонезе» з Серії В.
1997 року знову очолив «Лечче», з яким зайняв 17 місце і вилетів до Серії В, проте залишився в команді і на наступний рік зайняв третє місце та повернув команду в еліту. Проте сам Сонетті продовжив працювати в другому дивізіоні, де очолював «Брешію», «Салернітану», «Кальярі» та «Палермо».
У 2003 році став тренером «Анкони», але вже наступного року перейшов на роботу в «Катанію» з Серії В.
У листопаді 2005 року Сонеті був запрошений знову очолити «Кальярі», де він замінив Баллардіні, ставши четвертим тренером клубу з Сардинії протягом кількох місяців. Після завершення сезону, в якому він врятував команду від вильоту, Сонетті покинув клуб.
Працював телевізійним коментатором для мереж Mediaset, в листопаді 2006 року Недо очолив «Асколі», але не врятував команду від вильоту з Серії А і змушений був покинути клуб.
13 листопада 2007 року знову став головним тренером «Кальярі», замінивши звільненого Марко Джампаоло. Уже втретє президент Челліно вирішив запросити Сонеті, щоб виправити ситуацію сардінської команди, яка опустилась на останнє місце. 19 грудня Недо пішов у відставку, але на наступний день повернувся, після прояснення з президентом Челліно. Проте вже 24 грудня, після поразки 1:5 від «Фіорентини», Сонеті остаточно покинув команду.
25 вересня 2008 року очолив клуб Серії В «Брешія». 19 травня 2009 року він був звільнений після поразки 1:2 від «Гроссето», яка залишила «Брешію» на четвертому місці.
28 березня 2010 року 69-річний Сонетті став головним тренером клубу Серії В «Віченци». Проте як головний тренер пропрацював менше місця й був звільнений 15 квітня після трьох ігор (дві нічиї і поразка).
22 вересня 2015 року став технічним директором «Павії», але 30 жовтня пішов з посади.

## Титули і досягнення

### Як гравця
- Переможець Серії D: 1965-66 (група A)

### Як тренера
- Переможець Серії C2: 1979-80 (група D)
- Переможець Серії B: 1983-84